# Opus sectile

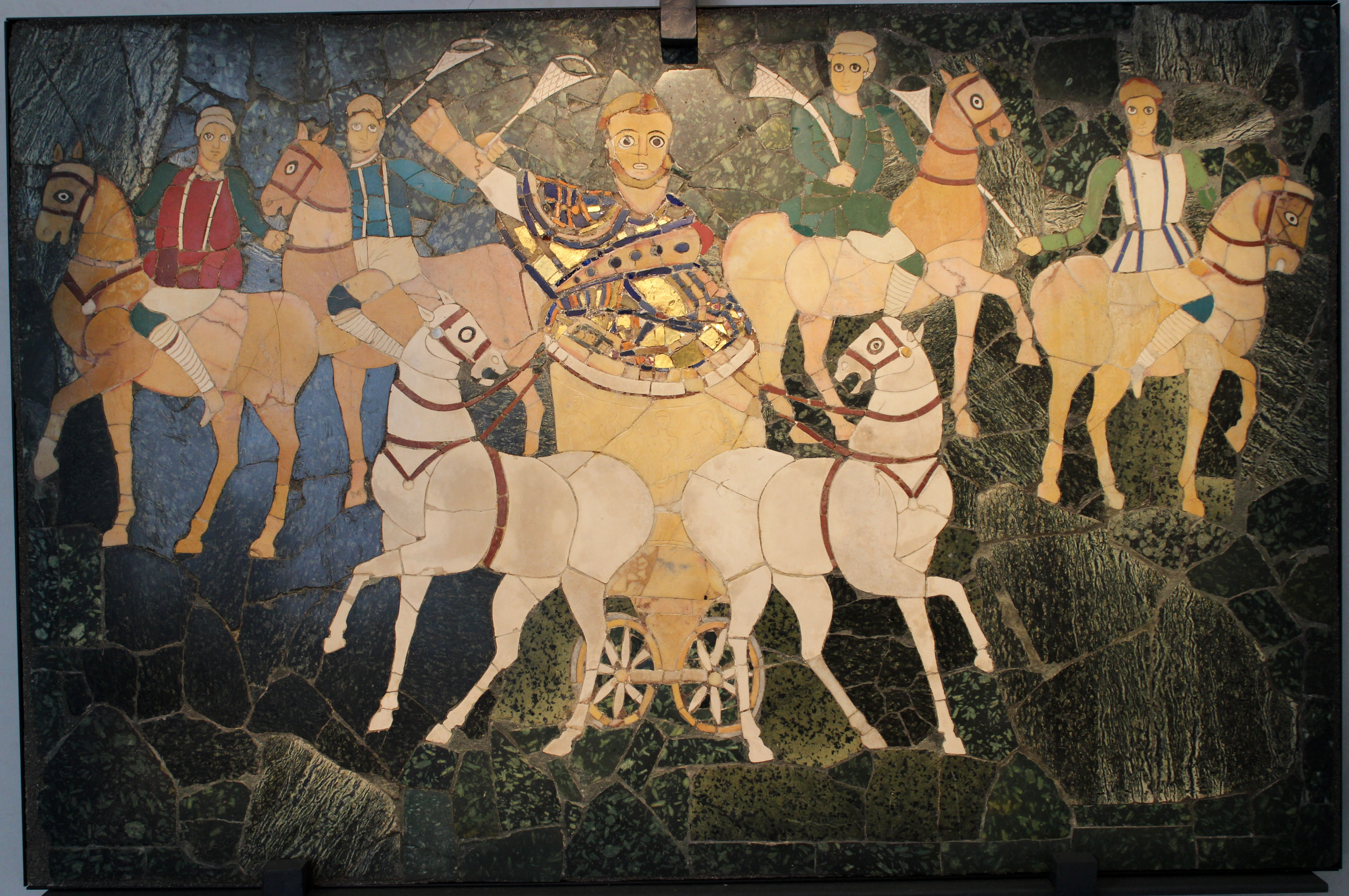
Opus sectile z baziliky Juniuse Bassuse

Opus sectile umělecká technika, která se rozšířila za antické Římské říše, když byly do podlah a stěn vkládány různé materiály tak, aby vytvořily obraz či ornament. Častými materiály používanými k této technice byl například mramor, sklo nebo perleť. Tyto byly rozděleny na menší kousky, které odpovídaly budoucímu uměleckému dílu. Na rozdíl od výzdoby formou mozaiky (opus tessellatum) se v technice opus sectile používají větší kusy materiálů, jejichž velikost není stejná, ale odpovídá formě výtvarného díla.